# Emílio Aspro
Emílio Aspro (em latim: Aemilius Asper) foi um gramático romano, que possivelmente viveu no século I, ou início do século II.

## Obras
Emílio Aspro escreveu comentários sobre Terêncio, Salústio e Virgílio preocupando-se com o conteúdo e a forma, e incluindo paralelos com outros autores. Inúmeros fragmentos do comentário sobre Virgílio mostram que tanto como crítico e comentarista, ele possuía bom senso e bom gosto. Eles foram impressos por Heinrich Keil, em Probi in Vergilii Bucolica Commentarius (1848); ver também Willem Hendrik Dominicus Suringar, Historia Critica Scholiastarum Latinum (1834); August Gräfenhan, Geschichte der klassischen Philologie im Alterthum, iv (1843-1850).
Dois tratados gramaticais curtos, existentes sob o nome de Aspro, e de muito pouco valor, não têm nada a ver com o comentarista, pois pertencem a uma data muito posterior, ao tempo de Prisciano (século VI). Ambos foram impressos por Keil, em Grammatici Latini. Veja também Schanz, Geschichte der romischen Litteratur, § 598.